# Lepismium incachacanum
Lepismium incachacanum és una espècie vegetal del gènere Lepismium de la família de les cactàcies.

## Descripció
Lepismium incachacanum creix de forma epífita i arbustiva amb tiges penjants, molt ramificades de fins a 1,5 metres de llarg. Els segments de les tiges són verds, majoritàriament aplanats, són una mica ondulats. Fan entre 20 a 30 centímetres de llarg i entre 4 a 6 centímetres d'ample. Les vores tenen osques. Les arèoles estan profundament encastades s'assenten a les osques, que estan recobertes de llana i flocs de pèls de colors clars.
Les flors són de color magenta, apareixen als costats, una o dues a la vegada. Fan fins a 1,8 centímetres de llarg. Els fruits són pentagonals i són de color vermellós.

## Distribució
Lepismium incachacanum està molt estès als departaments bolivians de La Paz i Cochabamba als boscos de Yungas dels 2200 fins als 2700 metres d'altitud.

## Taxonomia
Lepismium incachacanum va ser descrita per Wilhelm A. Barthlott i publicat a Bradleya; Yearbook of the British Cactus and Succulent Society 5: 99. 1987.
Etimologia
Lepismium : nom genèric que deriva del grec: "λεπίς" (lepis) = "recipient, escates, apagat" i es refereix a la forma en què en algunes espècies les flors es trenquen a través de l'epidermis.
incachacanum: epítet geogràfic del lloc Incachaca a la província de Chapare a Bolívia.
Sinonímia
- Rhipsalis incachacana Cárdenas (1952)[2] (basiònim)
- Acanthorhipsalis incachacana (Cárdenas) Volgin (1982)